# Gepotidacina
Gepotidacina (INN) es un antibiótico experimental que actúa como topoisomerasa tipo II. Está en estudio para el tratamiento de la infección del tracto urinario (cistitis aguda), y la infección por Neisseria gonorrhoeae (gonorrea), incluidas las cepas multirresistentes.
Aprobada para su uso en Estados Unidos en marzo de 2025.
Recientemente (abril, 2025) la revista Lancet ha publicado un estudio  en el que concluye que :«La gepotidacina demostró no ser inferior a la ceftriaxona más azitromicina para la N. gonorrhoeae urogenital, sin nuevas preocupaciones de seguridad, y ofrece una nueva opción de tratamiento oral para la gonorrea urogenital no complicada.»

## Mecanismo de acción
La gepotidacina, un antibacteriano bactericida triazaacenaftileno de primera clase que inhibe la replicación del ADN bacteriano.